# Federação Paranaense de Tênis
A Federação Paranaense de Tênis (FPT), é a entidade que organiza e regulamenta o esporte em âmbito estadual paranaense, ela é sediade em Curitiba, com atletas filiados, nas mais diversas classes, e está ligada a Confederação Brasileira de Tênis.

## História
O Tênis por mais que praticado já há algumas décadas no Paraná, não era regulamentado, até 1944, então, houve uma divisão dentro da Federação Desportiva Paranaense, para cuidar dos assuntos do tênis, após uma reviravolta total, começam a ser organizado os primeiros campeonatos federados em Curitiba, mesmo assim, veio a inicitiava de desmembrar da Federação Desportiva Paranaense acontecendo junto com as federeções de golfe e natação (desportos aquáticos), em 1946, somente em 1950 no dia 17 de janeiro, é fundada a federação somente ao tênis, como primeiro presidente José Muggiati Sobrinho.

## Clubes Fundadores
- Círculo Militar do Paraná,
- Clube Curitibano,
- Graciosa Country Club
- Coritiba Foot Ball Clube
- Londrina Country Club (clube filiado).

## Destaques Nacionais
O Paraná por mais que fez grandes juvenis, poucos chegaram a brilhar no circuito ATP até hoje, destaque para o Curitibano Antônio Prieto, campeão de varios torneios em duplas (inclusive com Gustavo Kuerten), atualmente treinador, e na atualidade Alexandre Bonatto.

## Anédota
A cidade de Londrina, fundado por pioneiros ingleses, entre eles o fundador Lord Lovat, ao se instalarem em Londrina, colocaram os hábitos da terra natal em prática, e como costume inglês, a primeira praça esportiva da nova cidade, foi uma quadra de tênis, porém, ja não se encotra mais, foi demolida.

## Ligações Externas
- Sitio Oficial